# Oria flavescens
Oria flavescens är en fjärilsart som beskrevs av George Francis Hampson 1902. Oria flavescens ingår i släktet Oria och familjen nattflyn. Inga underarter finns listade i Catalogue of Life.